# Chùa Linh Sơn (Khánh Hòa)

Chánh điện chùa Linh Sơn

Chùa Linh Sơn hay còn gọi là Tổ đình Linh Sơn, Tổ Đình Linh Sơn Vạn Giã thuộc thôn Hiền Lương, xã Vạn Lương, huyện Vạn Ninh (thị trấn Vạn Giã), tỉnh Khánh Hòa là một ngôi chùa có mặt khá sớm trong lịch sử Phật giáo Việt Nam nói chung và Phật giáo Khánh Hòa nói riêng.

## Lịch sử
Chùa Linh Sơn được thành lập vào năm Tân Tỵ - Dương lịch 1761, Niên hiệu Cảnh Hưng thứ 22 đời vua Hiển Tông nhà Hậu Lê. Tổ khai sơn là Ngài Đại Bửu - Kim Cang, đắc đạo đưới cây đại thụ (cây Kén trên 300 tuổi hiện vẫn còn tồn tại trong khuôn viên chùa). Ban sơ chùa gọi là Sa Long Tự. Triều Tự Đức 21 (1867) Chùa bị thất hỏa. Sau khi xây cất lại đổi tên là Linh Sơn Tự.
Trước mặt chùa có sông Hiền Lương quanh co, phía Tây là đồng lúa bát ngát, có hồ sen sâu rộng. Và xa xa có núi cao chập chờn. Phong cảnh quang đãng nhưng trang nghiêm thanh tịnh. 
1. Kế thừa sơ Tổ Đại Bửu - Kim Cang truyền đăng tục diệm tiếp theo các ngài là:
2. Đệ nhị Tổ Ngộ Thuận - Phước Minh.
3. Đệ tam Tổ Ấn Chánh - Huệ Minh.
4. Đệ tứ Tổ Chơn Hương - Thiên Quang.
5. Đệ ngũ Tổ Chơn Công - Viên Giác.
6. Đệ lục Tổ Thị Thủy - Quảng Đức (Ngài vị Pháp thiêu thân năm 1963).
7. Đệ thất Tổ Tâm Thanh - Tịch Tràng.

Hiện nay, Pháp tử của Tổ Tâm Thanh - Tịch Tràng là ngài Thanh Huy - Thiện Dương kế thừa trú trì. Chùa đang được trùng tu ngôi Chánh điện, xây dựng hậu Tổ và nhiều công trình hạng mục khác, trong đó có bảo tồn, tái thiết di tích của Bồ tát Quảng Đức, công trình to lớn xứng đáng là tùng lâm ở chốn Nha thành.
Tổ Tổ truyền thừa, và Chánh Pháp được phát huy là do công đức của liệt vị Tổ sư và nguyện lực của các Phật tử gần xa, cùng sự gia tri của Già lam chân tể.